# カルロ・ゴッツィ

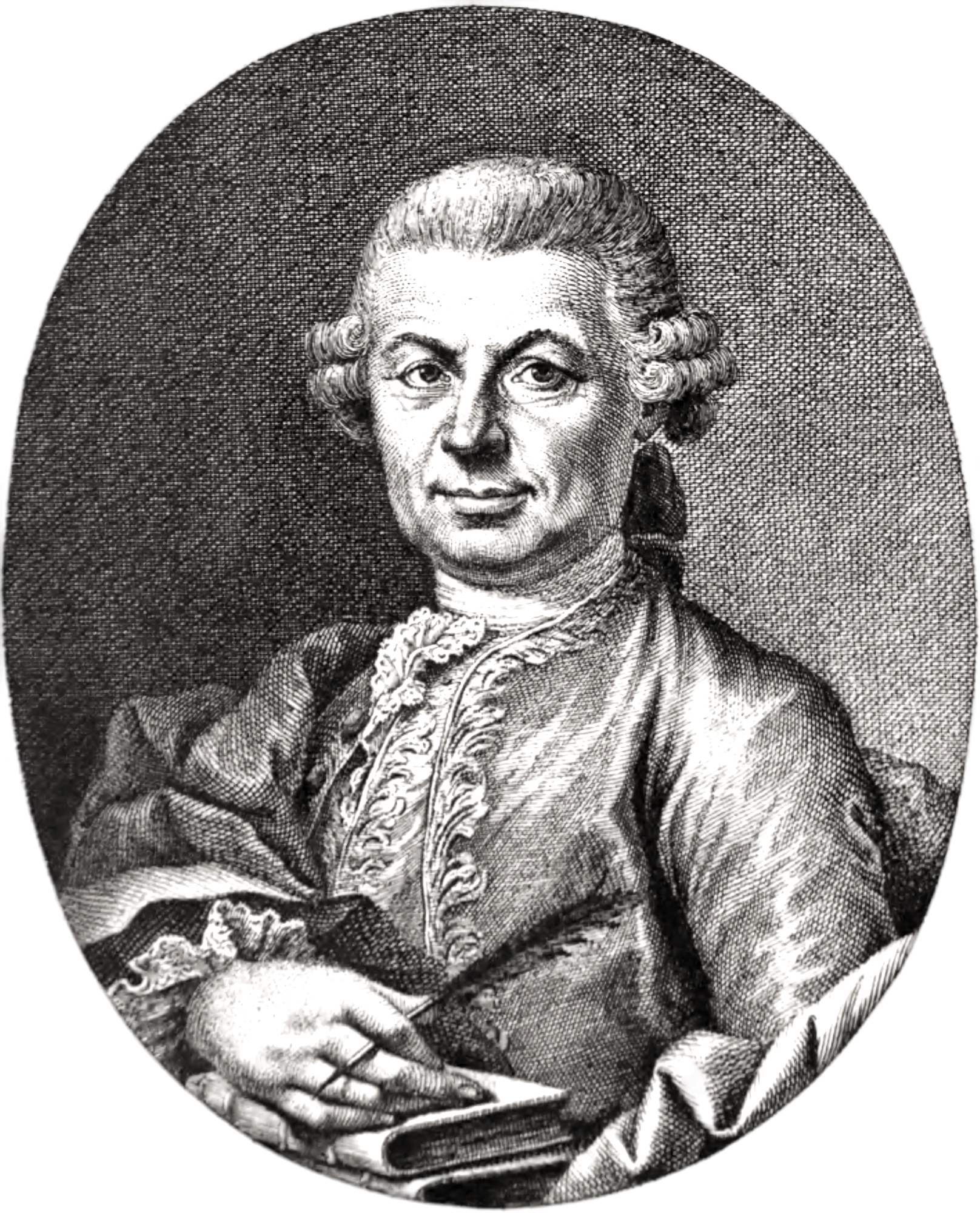
カルロ・ゴッツィ

カルロ・ゴッツィ（Carlo Gozzi、1720年12月23日 - 1806年4月4日）は、イタリアのヴェネツィア出身のコンメディア・デッラルテの劇作家。
御伽噺を題材とした「寓話劇」シリーズを生んだ。
没落貴族で伝統主義的な人物であったゴッツィは、同時期の写実的風俗劇を生み出したゴルドーニ等の作家を批判する文章を多く残した。

## 生涯
ゴッツィの父はヴェネツィアの貴族であるヤコポ・アントニオ・ゴッツィ伯爵で、兄のガスパロ・ゴッツィも文人として名をなした。1740年から1744年にかけてダルマチア地方に従軍した後、1747年に兄のガスパロらによって設立されたアカデミア・デイ・グラネレスキにおいて活動した。
1757年から1758年にかけて書かれた風刺詩の中で、ゴッツィはピエトロ・キアリとカルロ・ゴルドーニによる新しい演劇をフランスかぶれで堕落したものとして攻撃した。ゴルドーニはただちに反論し、その後激しい論戦が繰り広げられた。
1761年には八行詩体による風刺詩『奇妙なマルフィーザ』(La Marfisa bizzarra)を書きはじめた（1768年完成、1772年出版）。この作品ではキアリの作品に出てきそうな女性を戯画化している。
1761年1月21日、アントニオ・サッキの劇団のために書いた最初の寓話劇(Fiabe)『三つのオレンジへの恋』(L'amore delle tre melarance)がヴェネツィアのサン・サムエーレ劇場で上演された。この作品はジャンバティスタ・バジーレ『ペンタメローネ』中の「三つのシトロン」にもとづいているが:979、やはり新しい劇に対する攻撃の意味あいが強く、馬鹿な魔術師と魔女は直接ゴルドーニとキアリを風刺している:977-978。ハッピーエンドは伝統的なコンメディア・デッラルテの勝利を意味する。
『三つのオレンジへの恋』の成功に勇気づけられてゴッツィはふたたび『ペンタメローネ』中の話による新たな劇『カラス』(Il corvo、1761年10月)およびフランスの『妖精の小部屋』(Le Cabinet des fées)中の東洋的物語による『鹿の王』(Il re cervo、1762年1月)を上演した:974。
次に作られた、やはり東洋的な物語による『トゥーランドット』(Turandot、1762年1月)の成功により、サッキ一座はより大きいサンタンジェロ劇場に移転した。次の『蛇女』(Donna serpente、1762年10月)も成功した。
一方、ゴッツィの論敵だったゴルドーニは1762年4月にパリへ移り、キアリも同年ヴェネツィアを去ったため、ゴッツィはライバルを失った。
ゴッツィはその後もおとぎ話にもとづいた『ゾベイデ』(Zobeide、1763年秋)、『幸福な乞食たち』(Ipitocchi fortunati、1764年11月)、『青い怪物』(Il mostro turchino、1764年12月)を上演した。次の『緑のきれいな小鳥』(L'augellino belverde、1765年1月)は『三つのオレンジへの恋』の続編である:974。『ゼイム、魔神の王』(Zeim re de' geni、1765年11月)が最後の寓話劇になった:974。
その後ゴッツィは17世紀スペインの劇作家であるペドロ・カルデロン・デ・ラ・バルカ、ティルソ・デ・モリーナ、フアン・デ・マトス・フラゴーソらの作品をもとにした「悲喜劇」(tragicommedia)を書いたが、寓話劇ほどの成功を収めることはできなかった:974。
1771年にプリマ・ドンナとして雇われたテオドーラ・リッチとゴッツィは6年間にわたって恋愛関係にあり、彼女を活躍させるための劇を書いた。
1797年には3冊からなる自伝『仇なる回想』(Memorie inutili)を出版した:974。
ゴッツィの劇は1772年から1774年にかけて8冊が出版され、1787年と1792年に1冊ずつ追補出版された。1801年から1804年にかけて14冊からなる新たな作品集が出版され、1805年に15冊めが追加出版された。

## 主要な作品
1761年から1765年までに書かれた10作の寓話劇が有名である。代表作は『三つのオレンジへの恋』、『トゥーランドット』。
ゴッツィの作品集は1777年にドイツ語に翻訳され、ドイツ・ロマン主義の作家であるゲーテ、シラー、レッシング、シュレーゲル兄弟、ホフマンらによって高く評価された。シラーは『トゥーランドット』を自ら書き直した。寓話劇の民話性・幻想性はウィーンのジングシュピールに取り入れられ、『魔笛』のリブレットにも影響を及ぼしている:978。
『三つのオレンジへの恋』はプロコフィエフによってオペラ化された。
『カラス』はアンデルセンによって1832年にメロドラマ化され、ヨハン・ペーター・エミリウス・ハートマンによってオペラ化された。
『鹿の王』は、ヘンツェによってオペラ化された。
『トゥーランドット』はウェーバーやブゾーニ、プッチーニによって劇音楽や歌劇化された。
『蛇女』は、ヴァーグナーの初期オペラ『妖精』およびカゼッラのオペラ『蛇女』の原作となっている。
『ゾベイデ』は、フリードリヒ・ハインリヒ・ヒンメルの魔法オペラ『シルフたち』の原作である:260。